# El Pardo (Madrid)
El Pardo es un barrio perteneciente al municipio español de Madrid, encuadrado en el distrito de Fuencarral-El Pardo. La localidad, fuera del casco urbano de la capital, contó con municipio propio hasta 1950, año en el que fue anexionado por el de Madrid. 
Pintado por Velázquez y convertido en sede de la dictadura franquista, la participación de El Pardo en la historia de España es muy superior a su importancia demográfica o económica, y deriva de que alberga el Palacio Real de El Pardo, residencia alternativa de los reyes de España hasta Alfonso XIII y luego de  Francisco Franco, así como el Palacio de la Zarzuela, residencia del rey Felipe VI y su esposa, la reina consorte Letizia Ortiz, que viven en un palacete anexo dentro del recinto, denominado «Pabellón del Príncipe», desde su enlace en 2004. Juan Carlos I lo recuperó como residencia real en 1962.

## Geografía

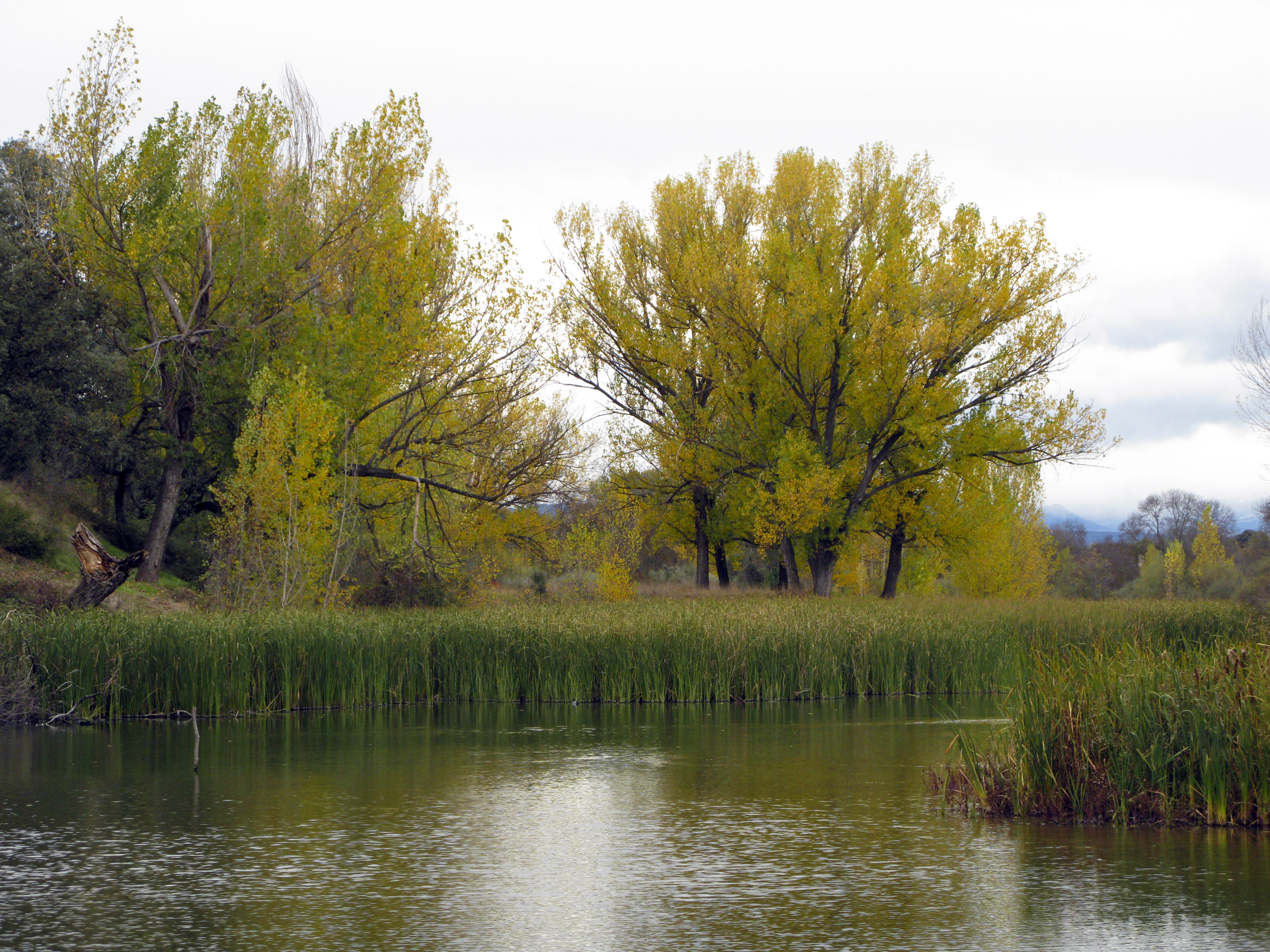
El río Manzanares, a su paso por el Monte de El Pardo.

El pueblo, de forma alargada y estrecha, se extiende a lo largo del río Manzanares, y se encuentra a seis kilómetros de la zona más cercana de Madrid. Se encuentra completamente rodeado por el Monte de El Pardo, antigua reserva cinegética de los reyes de España y zona natural protegida, cercada y vigilada, formada principalmente por un gran encinar extendido sobre lomas bajas a ambos lados del río Manzanares.

## Historia

### Orígenes

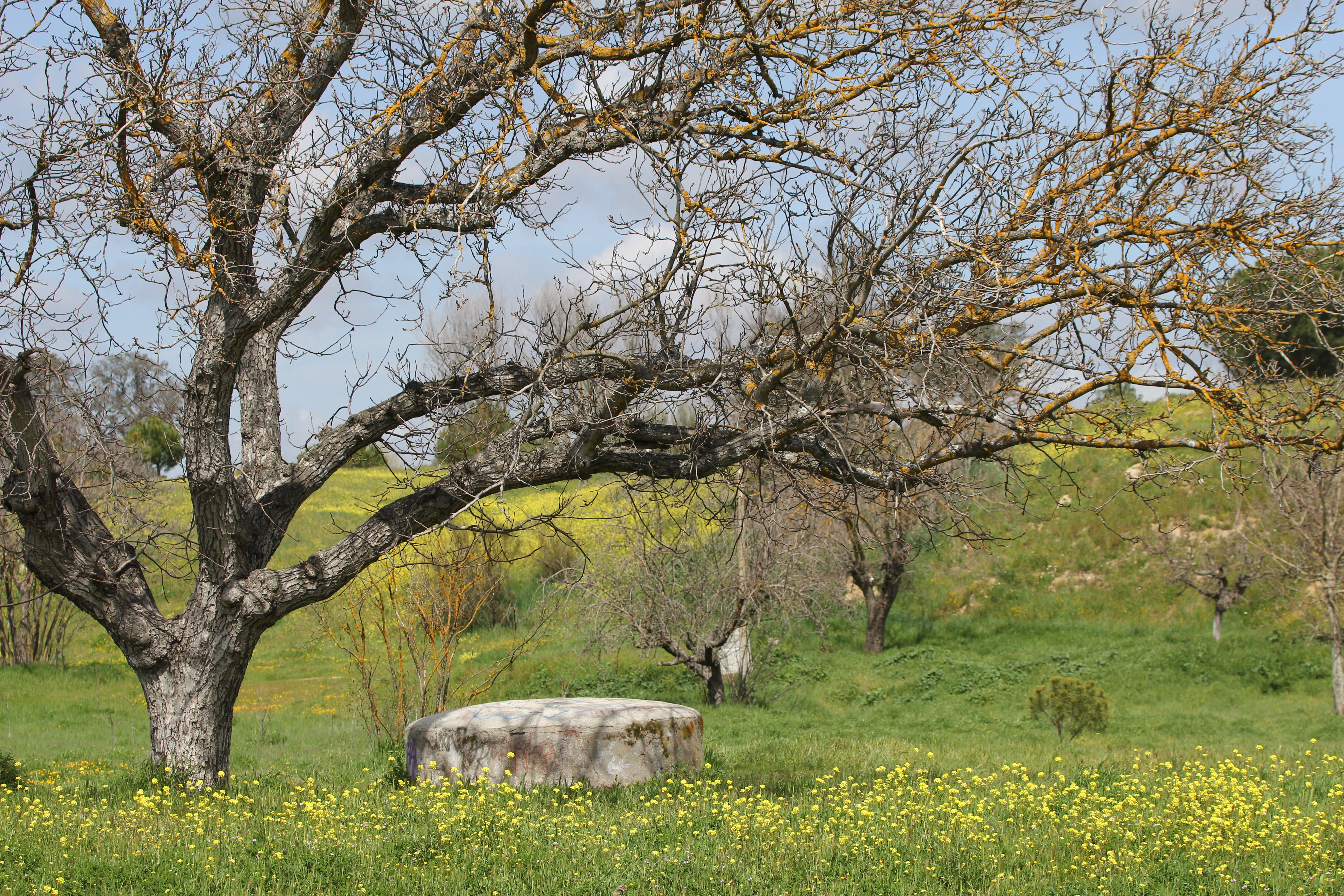
Paisaje en El Pardo

La historia de este núcleo de población comienza oficialmente en 1405, cuando el rey Enrique III de Castilla hizo construir la primera quinta de caza en medio del Monte de El Pardo perteneciente al Concejo de Segovia. Esta primera Casa Real fue sustituida por un palacio por el rey Carlos I en 1547. En 1746 Fernando VI levantó una cerca de 66km de diámetro para acotar el parque, propiedad de la Casa Real. Dicho palacio fue sucesivamente ampliado y restaurado hasta su casi completa renovación por Carlos III en 1772, de manos del arquitecto italiano Francesco Sabatini. Se trata de 16.000 hectáreas de bosque mediterráneo, lo que supone un 25% de la superficie de Madrid.
El rey Alfonso XII murió en el Palacio real de El Pardo el 25 de noviembre de 1885. En el S.XIX y comienzos del XX, en el coto de El Pardo se colaban cazadores furtivos, "dañinos", a tratar de cobrarse conejos y algún corzo, siendo perseguidos y tiroteados por la guardia real, como muestra Vicente Blasco Ibáñez en La horda (1905):"—Anoche, en el cuartel de Somontes, le largaron una perdigonada al Bonifa, un pobre muchacho que no sabe huir el bulto... 
Hace una semana, pillaron en El Goloso al Bastián y al Paleto, les dieron una paliza de muerte, y ahora están en la cárcel de El Escorial... En el cuartel de Caños Quebrados hay un puñalero guarda que primero hace fuego y después da el alto. En Navachescas hay otro ladrón que lleva muertos dos dañadores, y, según dicen, tiene ganas de verme delante de su escopeta.  Uno de tantos furtivos fue Cipriano Mera, quien también fue trapero, como él relata en su libro de Memorias.

### Guerra Civil
Población ligada desde sus orígenes a la servidumbre del Palacio, El Pardo siguió las vicisitudes de la monarquía española hasta la Guerra Civil, durante la cual el Palacio de El Pardo se convirtió en el Cuartel General de una División del Ejército Republicano, que se desplegó por todo el monte circundante, fortificándolo con construcciones militares (trincheras, búnkeres, refugios, etc.). Todo ello con el fin de evitar ataques de los sublevados, impedir que cortaran las carreteras a los frentes de la sierra e intentasen tomar la capital desde el norte.

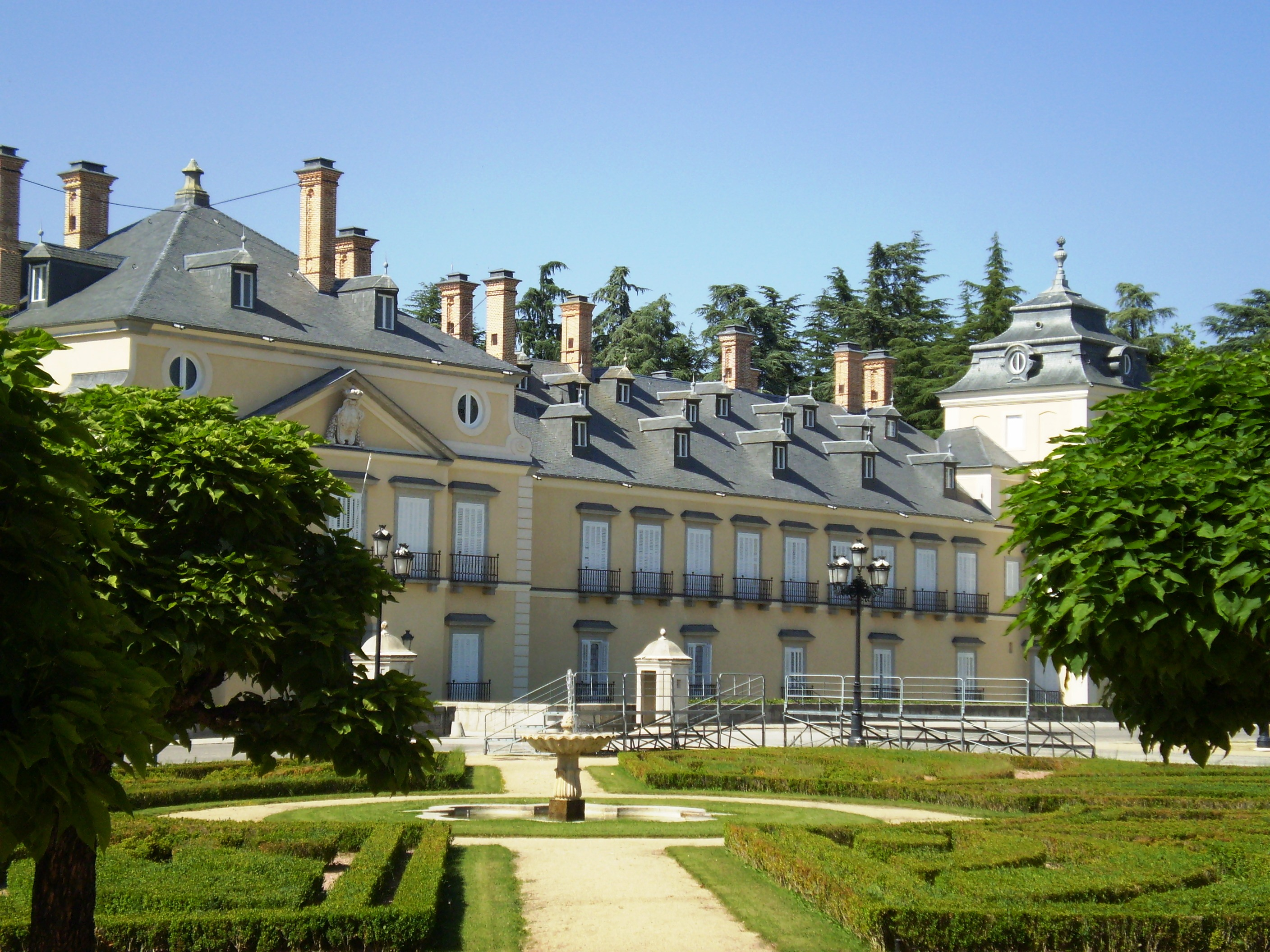
Palacio Real de El Pardo

Tras la denominada batalla de Madrid (noviembre-diciembre de 1936) y la batalla de la Niebla o de la carretera de La Coruña (enero de 1937), el frente permaneció estable, salvo pequeñas escaramuzas, estando el límite de su primera línea paralelo a la actual carretera de La Coruña, en las mismas tapias del Monte de El Pardo, zona que hoy ocupa la urbanización de La Florida (entonces inexistente), entre Aravaca y Pozuelo de Alarcón. 
La proximidad de las líneas de ambos bandos, en algunos puntos de apenas 150 m, y un terreno especialmente apto propiciaron que los dos contendientes utilizaran en esa zona la denominada guerra de minas. Esta técnica militar consistía en la excavación de túneles hasta llegar bajo tierra a puntos fortificados del enemigo, haciéndolos volar con una carga de abundantes explosivos, al igual que ocurrió en el frente de la zona de la Ciudad Universitaria de Madrid. Los combates nunca traspasaron dichos límites, salvo bombardeos esporádicos de la aviación y de la artillería sublevadas sobre el pueblo y posiciones republicanas en el monte.
En el edificio del antiguo orfanato, hoy Cuartel del Rey de la Guardia Real, se alojaron parte de los miembros de la XII Brigada Internacional, que combatieron en la zona de la Ciudad Universitaria y en la batalla de la carretera de la Coruña.
Al final de la guerra, la población se entregó sin lucha, salvo algunos aspectos pintorescos ligados a la sublevación contra el gobierno republicano presidido por Juan Negrín. Esta revuelta fue realizada por el coronel Segismundo Casado (febrero-marzo de 1939), al mando de varias unidades militares que, tras varios días de lucha por el centro de Madrid, terminaron replegándose en el Palacio de El Pardo, produciéndose a los pocos días el final de la Guerra Civil.

### Dictadura de Franco

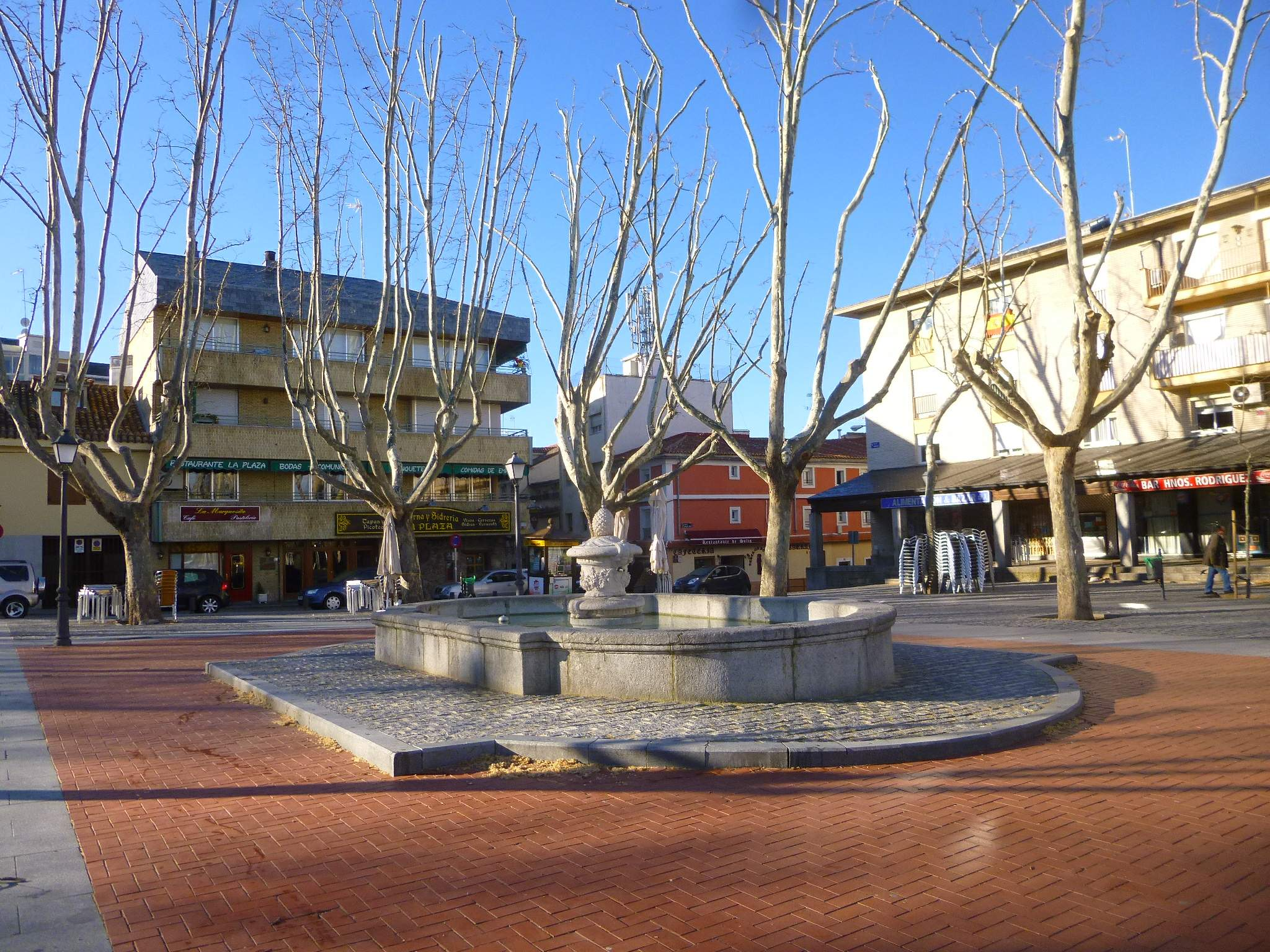
Plaza de El Pardo

Acabada la guerra, con el triunfo de los sublevados, el palacio pasó a ser la residencia oficial del general Francisco Franco, que lo ocupó desde 1940 hasta su muerte en 1975. El pueblo aumentó ostensiblemente su población durante este periodo, con la construcción de nuevas viviendas y barrios que, como Mingorrubio, albergaron al personal de servicio de la Jefatura del Estado. Fue en esta época cuando el pueblo perdió su categoría de municipio independiente, al ser anexionado por el Ayuntamiento de Madrid. Posteriormente, pasó a encabezar, junto al antiguo pueblo de Fuencarral, igualmente anexionado, el actual distrito de Fuencarral-El Pardo, el de mayor extensión de la capital y, a su vez, el de menor densidad de población. Así mismo durante el tiempo de reocupación de la población por familias militares que provoca un alto índice demográfico que llevó a la instauración de una iglesia en la misma por decisión de Franco para equipararla a cualquier otra zona poblada de Madrid.

### Restauración democrática

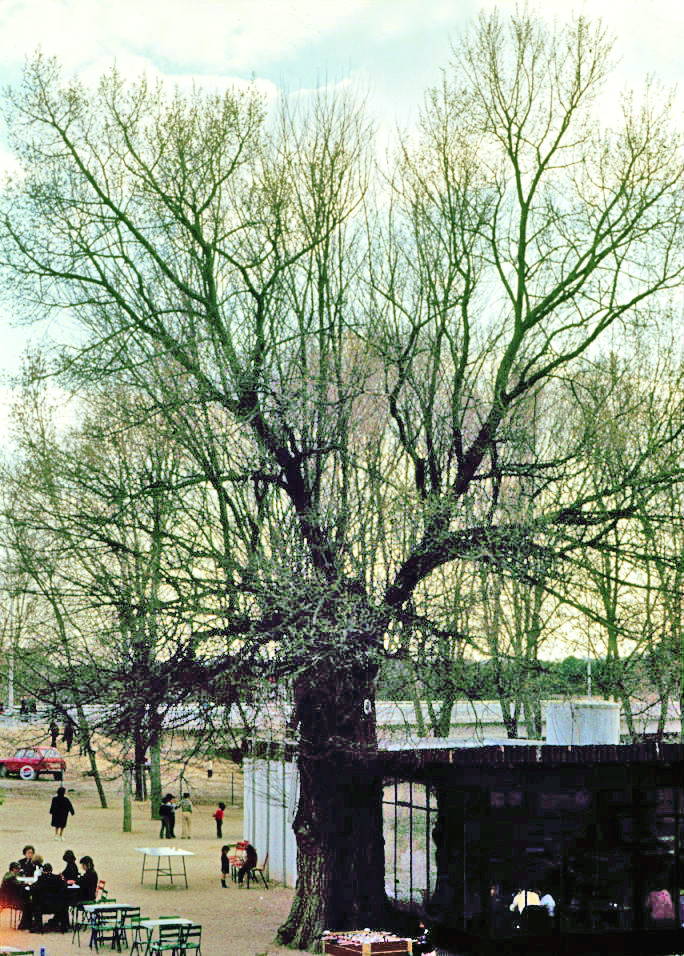
Escena en el sur del barrio en 1976

Desde la restauración democrática, todos los palacios emplazados en El Pardo se encuentran a disposición de la familia real. Son gestionados por un organismo oficial creado al efecto, dependiente de la Presidencia del Gobierno, llamado Patrimonio Nacional. Así, el Palacio de la Zarzuela es la residencia oficial de la familia real, mientras que el Palacio Real de El Pardo añade a su condición de museo la función de servir de residencia a los jefes de Estado extranjeros en sus visitas a España. Otros palacios, como la Quinta del Duque del Arco o la Casita del Príncipe, se encuentran en restauración para abrir de nuevo sus puertas a las visitas públicas.

## Demografía
| Gráfica de evolución demográfica de El Pardo entre 1842 y 1940 |
| |
| Población de derecho según los censos de población del INE Población de hecho según los censos de población del INEEntre el censo de 1950 y el anterior, este municipio desaparece porque se integra en el municipio 28079 (Madrid) |

La población, de 3.483 habitantes en 2018, está formada por descendientes del personal al servicio del Palacio Real de El Pardo, trabajadores de Patrimonio Nacional y militares de diferentes agrupaciones (especialmente la Guardia Real). Dicha distribución de habitantes se ve cada vez más reducida al haber aumentado el número de vecinos provenientes de otras partes de la capital. Su proximidad con el núcleo urbano de Madrid y el ser su mayor pulmón lo posicionan como una de las localidades más deseadas para vivir.
La edad media de la población es bastante avanzada, debido a la escasa actividad económica del núcleo (que esta básicamente formada por bares, restaurantes y pequeños comercios) y su carácter casi exclusivamente residencial. Además, es prácticamente imposible construir nuevas zonas residenciales por su ubicación dentro del espacio natural protegido del Monte de El Pardo.

## Economía

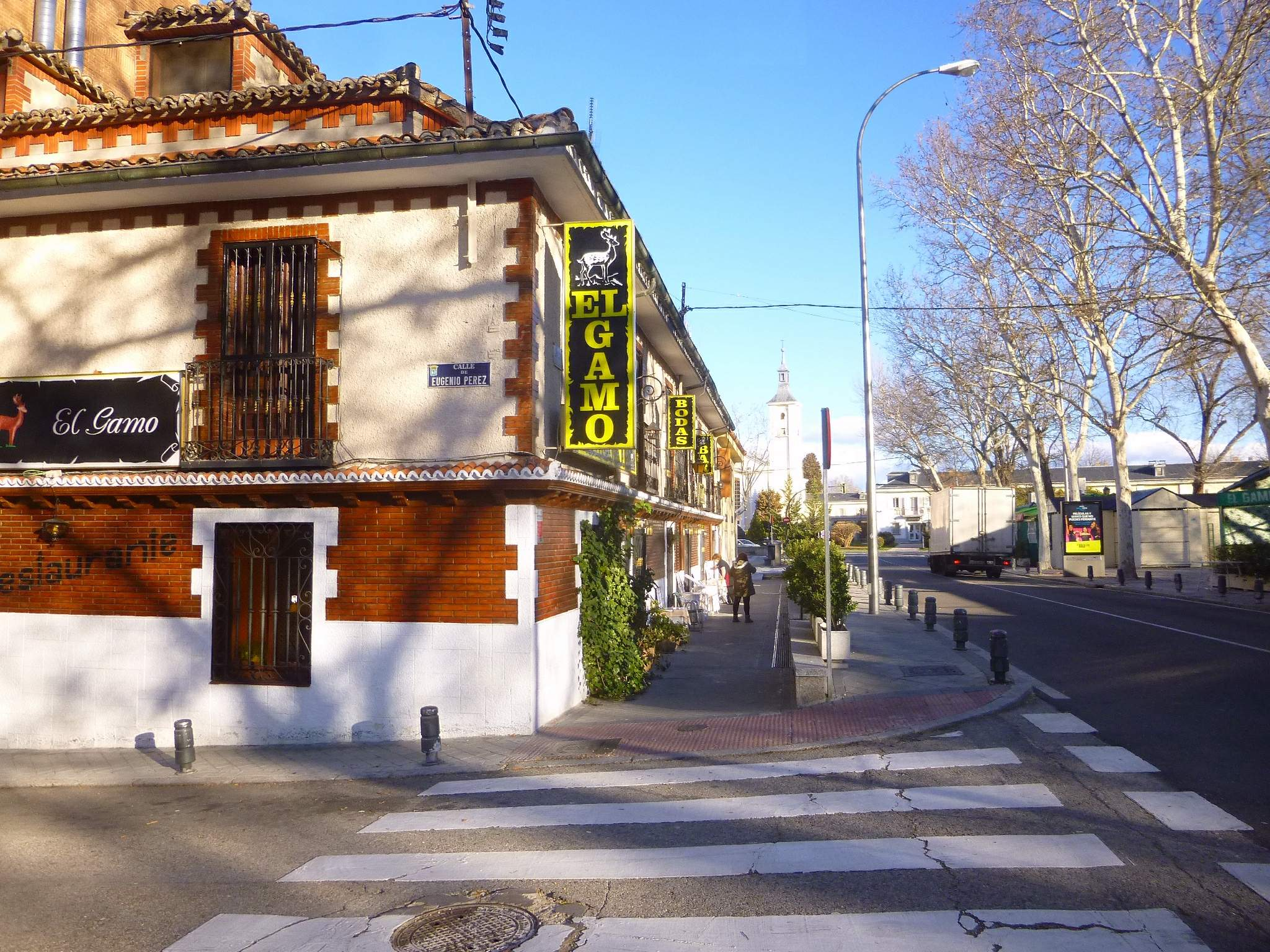
Restaurante en la localidad

La mayor parte de la actividad económica deriva del turismo (con numerosos restaurantes dedicados especialmente a los visitantes de fin de semana) y de las actividades militares, ya que el pueblo está rodeado de numerosos cuarteles pertenecientes a diferentes ramas del Ejército español.

## Gastronomía
La mayoría de los platos tradicionales de El Pardo se basan en productos relacionados con la caza. Es muy normal ver en las cartas de los diferentes restaurantes platos realizados con carne de gamo, jabalí, conejo salvaje y aves como la perdiz o la codorniz.

## Turismo

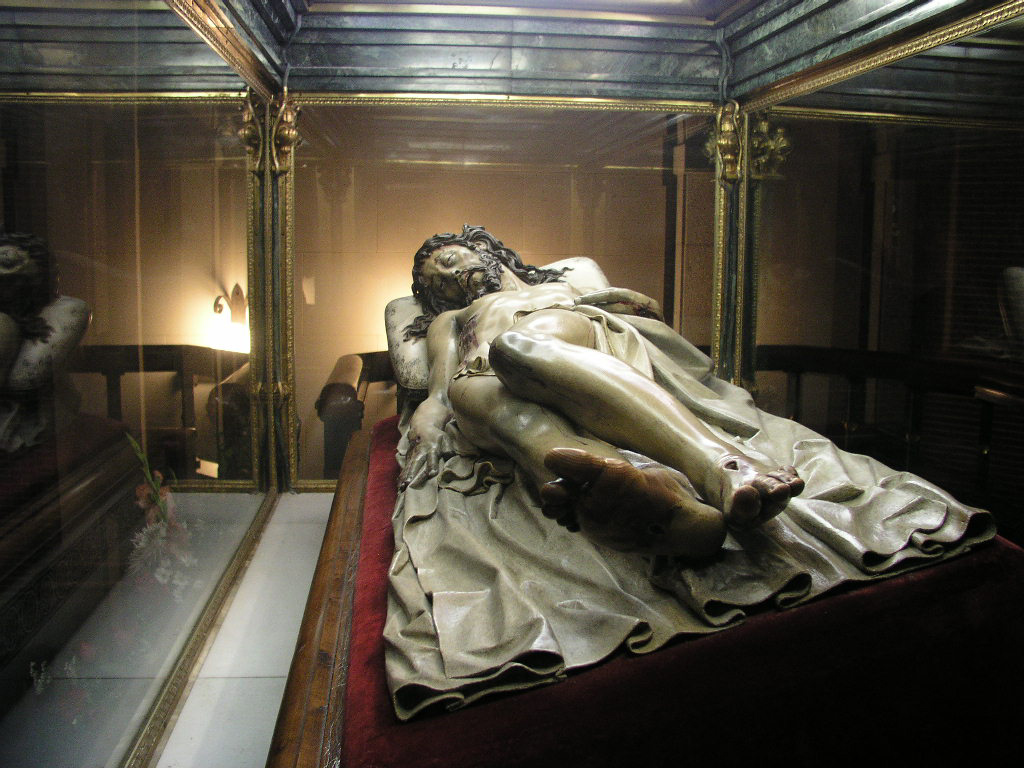
Cristo yacente o Cristo de El Pardo, obra del siglo XVII de Gregorio Fernández, que se exhibe en el convento de los Padres Capuchinos.

El Pardo ofrece al visitante numerosas alternativas de turismo, además de actividades deportivas, pesca y zonas recreativas al borde del río Manzanares. Los monumentos más destacados son:
- Palacio Real de El Pardo. Residencia real.
- Convento Franciscano del Cristo o convento de los Padres Capuchinos. Edificado en 1612, guarda una relevante talla de Gregorio Fernández.
- Casita del Príncipe. Palacete cercano al palacio, construido en el siglo XVIII como casa de recreo para los príncipes e infantes de España.
- Quinta del Duque del Arco o Quinta de El Pardo. Antigua residencia de los duques del Arco, más tarde donada a la familia real.
- Ribera del Manzanares. En el paseo y miradores construidos junto al río Manzanares, se pueden encontrar una gran variedad de especies vegetales como amapolas y almendros, y animales como: tortugas, patos y cisnes.
- Monte de El Pardo. Reserva natural de primera importancia. Se trata de uno de los bosques mediterráneos mejor conservados de Europa.

## Transporte

### Cercanías Madrid
Ninguna estación de Cercanías da servicio al barrio de El Pardo, a pesar de que las líneas C-7 y C-8 circulan sin parar por el barrio (aunque muy alejadas del núcleo urbano). Asimismo, tampoco existe ninguna conexión directa con la red de Cercanías.

### Metro de Madrid
El Metro de Madrid tampoco da servicio al barrio. Se consideran estaciones de acercamiento:
- Moncloa (líneas 3 y 6, barrio de Argüelles, distrito de Moncloa-Aravaca) a la que se llega directamente mediante el autobús 164.
- Peñagrande (línea 7, en el límite del barrio del Pilar y el de Peñagrande) a la que se llega directamente mediante el autobús 179.
- Barrio del Pilar (línea 9, barrio del Pilar) a la que se llega directamente mediante el autobús 179.
- Begoña (línea 10, barrio de La Paz) a la que se llega directamente mediante el autobús 179.
- Plaza de Castilla (líneas 1, 9 y 10) a la que se llega directamente mediante el autobús 179.

### Autobuses
El barrio posee tres líneas de autobuses urbanas:
| Línea | Terminales                   |
| ----- | ---------------------------- |
| 164   | Moncloa - El Pardo           |
| 179   | Plaza de Castilla - El Pardo |
| N31   | Moncloa - El Pardo           |